# 자기 조밀 공간
일반위상수학에서 자기 조밀 공간(自己稠密空間, 영어: dense-in-itself space)은 고립점을 갖지 않는 위상 공간이다.

## 정의
위상 공간 {\displaystyle X}에 대하여 다음 두 조건이 서로 동치이며, 이를 만족시키는 위상 공간을 자기 조밀 공간 또는 완전 공간(完全空間, 영어: perfect space)이라고 한다.
- {\displaystyle X}는 고립점을 갖지 않는다. 즉, 모든 한원소 집합 {\displaystyle \{x\}\subseteq X}은 열린집합이 아니다.
- 모든 점이 스스로의 극한점이다.[1]:31, §6.A 즉, {\displaystyle X=\operatorname {acc\,pt} _{2}(X)}이다. (여기서 {\displaystyle \operatorname {acc\,pt} _{2}(X)}는 {\displaystyle X}의 극한점들의 집합이다.)

이와 관련된 위상 공간의 종류로 다음이 있다.
| 모든 한원소 집합이 … | 닫힌집합이어야 한다 | 열린집합이어야 한다 | 닫힌집합일 수 없다   | 열린집합일 수 없다 | 열린집합과 닫힌집합의 교집합이어야 한다 |
| -------------------- | ------------------- | ------------------- | -------------------- | ------------------ | --------------------------------------- |
| 위상 공간의 종류     | T1 공간             | 이산 공간           | (특별한 이름이 없음) | 자기 조밀 공간     | TD 공간                                 |

### 완전 집합
위상 공간 {\displaystyle X}의 부분 집합 {\displaystyle Y\subseteq X}에 대하여 다음 두 조건이 서로 동치이며, 이를 만족시키는 부분 집합을 완전 집합(完全集合, 영어: perfect set)이라고 한다.
- {\displaystyle Y=\operatorname {acc\,pt} _{2}(Y)}이다. (여기서 {\displaystyle \operatorname {acc\,pt} _{2}(Y)}는 {\displaystyle Y}의 극한점들의 집합이다.)
- {\displaystyle Y}는 {\displaystyle X}의 닫힌집합이며, {\displaystyle Y}는 (독립적인 위상 공간으로 여겼을 때) 자기 조밀 공간이다.[1]:31, §6.A

### 완전 집합 성질
위상 공간 {\displaystyle X}의 부분 집합 {\displaystyle Y\subseteq X}가 다음 두 조건 가운데 하나 이상을 만족시킨다면, 완전 집합 성질(完全集合性質, 영어: perfect-set property)을 만족시킨다고 한다.:150
- 가산 집합이다.
- {\displaystyle C\subseteq Y}인 {\displaystyle X}-완전 집합 {\displaystyle C\subseteq X}가 존재한다.

## 성질

### 칸토어-벤딕손 정리
{\displaystyle \kappa }가 무한 정칙 기수라고 하고, 크기 {\displaystyle \kappa } 미만의 기저를 갖는 위상 공간 {\displaystyle X}가 주어졌다고 하자. 칸토어-벤딕손 정리(Cantor-Bendixson定理, 영어: Cantor–Bendixson theorem)에 따르면, 다음이 성립한다.:32, Theorem 6.4
- {\displaystyle X\setminus \operatorname {acc\,pt} _{\kappa }(X)}는 {\displaystyle X}의, 크기 {\displaystyle \kappa } 미만의 열린집합이다.

- {\displaystyle \operatorname {acc\,pt} _{\kappa }(X)}는 {\displaystyle X}의 완전 집합이다.

특히, {\displaystyle \kappa =\aleph _{1}}로 놓자. 그렇다면, 제2 가산 공간 {\displaystyle X}의 경우,
- {\displaystyle X}의 {\displaystyle \aleph _{1}}-집적점이 아닌 점들의 집합은 {\displaystyle X}의 가산 열린집합이다.
- {\displaystyle X}의 {\displaystyle \aleph _{1}}-집적점들의 집합은 {\displaystyle X}의 완전 집합이다.

특히, 폴란드 공간의 닫힌집합은 완전 집합 성질을 갖는다. 특히, 모든 폴란드 공간은 고립점을 갖지 않는 닫힌집합과, 이와 서로소인 가산 열린집합으로 분해할 수 있다.

### 집합의 크기
폴란드 공간의 모든 완전 집합의 크기는 0이거나 {\displaystyle 2^{\aleph _{0}}}이다. 따라서, 폴란드 공간 속의 완전 집합 성질 집합의 크기는 {\displaystyle \aleph _{0}} 이하이거나 {\displaystyle 2^{\aleph _{0}}}이다. 즉,  폴란드 공간 속의 완전 집합 성질 집합은 연속체 가설의 반례가 될 수 없다.

## 예
연결 T1 공간에 대하여 다음 두 조건이 서로 동치이다.
- 자기 조밀 공간이다.
- 한원소 공간이 아니다.

실수선은 자기 조밀 공간이다. 칸토어 집합은 자기 조밀 완전 분리 공간이다.
무리수의 위상 공간  {\displaystyle \mathbb {R} \setminus \mathbb {Q} \subsetneq \mathbb {R} }는 자기 조밀 공간이지만, 이는 {\displaystyle \mathbb {R} }의 닫힌집합이 아니므로 {\displaystyle \mathbb {R} }의 완전 집합이 아니다.
시에르핀스키 공간 {\displaystyle \{\circ ,\bullet \}}에서, {\displaystyle \{\bullet \}}이 닫힌집합이라고 할 때, {\displaystyle \circ \in \{\circ ,\bullet \}}는 고립점이다. 즉, 시에르핀스키 공간은 자기 조밀 공간이 아니다. 이는 시에르핀스키 공간은 연결 공간이며 한원소 공간이 아니지만, T1 공간도 아니기 때문에 가능하다. 시에르핀스키 공간의 부분 집합 가운데, 특별한 성질을 갖는 것은 다음과 같다.
- 시에르핀스키 공간의 자기 조밀 집합은 {\displaystyle \{\circ \}}, {\displaystyle \{\bullet \}}, {\displaystyle \varnothing } 세 개이다.
- 시에르핀스키 공간의 완전 집합은 {\displaystyle \{\bullet \}}과 {\displaystyle \varnothing } 두 개이다.
- 시에르핀스키 공간의 모든 부분 집합은 완전 집합 성질을 만족시킨다. (이는 시에르핀스키 공간이 가산 집합이기 때문이다.)

## 역사
칸토어-벤딕손 정리는 게오르크 칸토어와 이바르 오토 벤딕손이 증명하였다.

## 같이 보기
- 조밀한 곳이 없는 집합
- 조밀 순서